# 土壌団粒安定性

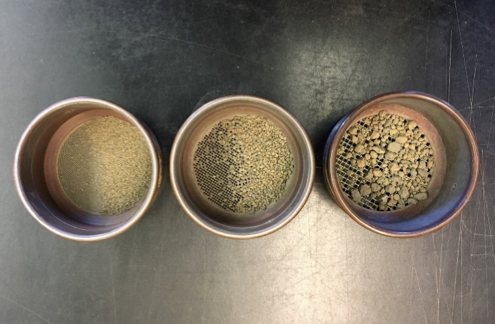
研究室の乾燥オーブンから取り出した後の乾燥土壌団粒を含む土壌ふるい巣

土壌団粒安定性（どじょうだんりゅうあんていせい、英語: Soil aggregate stability）は、結合した土壌粒子である「土壌団粒」が、水食、風食、収縮・膨張のプロセス、耕起などの外部からの力にさらされた際に、分解されずにその構造を維持する能力を測る指標である。土壌団粒安定性は土壌構造の指標の一つであり、土壌管理によって影響を受ける可能性がある。

## 概要
団粒安定性は、土壌の物理的、化学的、生物学的特性を組み合わせた土壌の質の指標の一つである。土壌団粒（二次土壌粒子またはペッドとも呼ばれる）の形成は、一次土壌粒子（粘土など）が再配列、凝集、および固化を通じて相互作用することによって起こる。
団粒安定性は、土壌中の間隙のサイズ分布に直接影響を与え、これが土壌の水分保持や土壌中の水分移動、ひいては空気移動に影響を与える。良好な土壌構造を持つ土壌は、通常、ミクロ孔、メソ孔、マクロ孔が混在している。そのため、団粒化が進んだ土壌は、団粒化が不十分な土壌に比べて総間隙率が高くなることが期待される。ミクロ孔は土壌の水分保持と貯蔵に重要であり、マクロ孔とメソ孔は水分と空気の土壌への移動を可能にする。通気性の良い土壌は、植物や微生物の健全な成長に重要である。酸素がなければ、植物の根や好気性微生物は呼吸できなくなり、死滅する可能性がある。土壌生物の高い多様性を持つためには、土壌中にさまざまな孔のサイズと生息地が混在していることが重要である。土壌間隙は、根が土壌に侵入するための空間を作り出す。団粒が少なく間隙が限られている締固められた土壌では、根が成長しにくく、土壌の異なる部分に貯蔵されている栄養素や水分から排除される可能性がある。団粒安定性が良好な土壌は、通常、土壌への浸透率が高く、より多くの水分がより速く土壌断面に浸透し、水の滞留が起こりにくい。

## 団粒形成に影響を与える要因
土壌団粒は、凝集および固化のプロセスによって形成され、物理的および生物学的プロセスによって強化される。主要な土壌粒子（砂、シルト、粘土）はこれらのプロセスを受け、結合してより大きなサブミクロ団粒（250 µm未満）、ミクロ団粒、およびマクロ団粒（250 µm超）を形成する。土壌団粒は階層的に形成され、より大きく密度の低い団粒が、より小さく密度の高い団粒で構成されていることが示唆されている。

### 凝集
凝集とは、一次土壌粒子（砂、シルト、粘土）が粒子間力によって互いに引き合い、微細なフロック（または凝集体）を形成する状態を指す。粒子間力には、ファンデルワールス力、静電力、水素結合などがある。これは、個々の一次土壌粒子が離れている状態である分散とは対照的である。土壌粒子の分散と凝集は、主に土壌のpH、電気伝導度（EC）、およびナトリウム含有量によって制御される。

### 固化
微細なフロックは、炭酸塩、石膏、セスキ酸化物、粘土粒子、有機物などの1つまたは複数の固化剤によって安定化されると、団粒となる。

#### 炭酸塩と石膏
炭酸カルシウム（CaCO3）、炭酸マグネシウム（MgCO3）、および石膏（CaSO4.2H2O）は、粘土鉱物と結合することで土壌の団粒形成を促進する。カルシウムイオン（Ca^2+）は、粘土と有機物複合体の凝集に対する陽イオン架橋効果を通じて、土壌団粒の形成と安定性に重要な役割を果たす。カルシウムは交換サイトでナトリウムと交換することができる。これにより、ナトリウム性土壌に関連する土壌粒子の分散、表面クラスト形成、および団粒の崩壊が減少し、間接的に団粒安定性が向上する。

#### セスキ酸化物
鉄とアルミニウムの水酸化物（またはセスキ酸化物）は、100 µmを超える団粒を形成するための固化剤として機能し、この効果はセスキ酸化物を10%以上含む土壌でより顕著になる。セスキ酸化物は、溶液中の鉄とアルミニウムが凝集剤（負に帯電した土壌粒子間の架橋陽イオンなど）として機能し、セスキ酸化物が粘土粒子上にゲルとして沈殿する可能性があるため、団粒の安定化剤として機能する。

#### 粘土粒子
土壌粘土粒子は、その種類によって団粒形成に様々な影響を与える。2:1型のフィロケイ酸塩粘土鉱物（例: モンモリロナイト）を多く含む土壌は、通常、高い陽イオン交換能（CEC）を持ち、多価に帯電した有機物複合体と結合してミクロ団粒を形成することができる。したがって、これらの土壌では土壌有機物が主要な結合剤となる。一方、酸化物と1:1型のフィロケイ酸塩粘土鉱物（例: カオリナイト）を含む土壌では、土壌有機物だけが結合剤ではなく、酸化物とカオリナイト粒子間の静電的な電荷によっても団粒形成が起こる。したがって、これらの土壌では団粒形成はそれほど顕著ではない。

#### 土壌有機物
土壌有機物は、土壌の団粒安定性を高め、土壌炭素スポンジを形成することができる。土壌有機物は、土壌団粒への組み込まれ方に基づいて分類できる。
- 一時的（土壌有機物の多糖類画分）
- 暫定的（菌糸や根）
- 永続的（多価金属陽イオンおよび強力に吸着された高分子と関連する耐性のある芳香族化合物）

暫定的な有機物はマクロ団粒（>250 µm）を安定化させ、一時的および永続的な有機物はミクロ団粒を安定化させる。土壌有機物が団粒安定性に果たす役割は、いくつかの理由により決定が難しい場合がある。
- 全土壌有機物の一部のみが団粒安定性に寄与する
- 土壌有機物には閾値があり、それ以上有機物を加えても団粒安定性が改善されない
- その特定の土壌において、有機物が主要な結合剤ではない

### 物理的プロセス

#### 湿潤と乾燥
土壌の湿潤と乾燥のサイクルは、土壌の団粒形成に有益な効果をもたらす場合がある一方で、負の効果をもたらす場合もある。これらの矛盾する結果を説明するために、土壌は団粒安定性の平衡状態を維持するという仮説が立てられた。もし土壌が特定の特性を持っていれば、湿潤と乾燥の期間がその時点での土壌の団粒安定性に応じて団粒安定性を増減させる閾値レベルに達するだろう。

#### 収縮と膨張
土壌の収縮と膨張のサイクルは、湿潤と乾燥のサイクルと密接に関連しているが、存在する粘土フィロケイ酸塩鉱物の種類にも依存する。2:1型のフィロケイ酸塩鉱物（例えばモンモリロナイト）の含有量が高い土壌は、繰り返し湿潤と乾燥のサイクル中に強い固化力が働き、土壌団粒安定性を高めることができる。これは、2:1型のフィロケイ酸塩鉱物が水分含有量の変化とともに膨張し、体積が増加するためである。つまり、これらの土壌は湿潤時に膨張し、乾燥すると収縮する。
繰り返される収縮と膨張の作用により、土壌団粒は、土壌水分吸引力の増加による土壌粒子の再配列によって形成される（Kay, 1990）。一部の土壌は「自己マルチング」能力さえ持っており、土壌粒子の収縮・膨張特性により、土壌表面に望ましい粒状構造が形成されることを意味する。

#### 凍結と融解
土壌が凍結と融解を繰り返すと、膨張と収縮を経験する。凍結時の土壌の水分含有量が高いと、全体的な団粒安定性への悪影響が確認されている。これらの土壌では水分が膨張し、団粒がより小さな団粒に分解され、凍結によってできた間隙は土壌が融解すると崩壊する。

### 土壌生物学的要因
土壌生物学的プロセスは、2:1型のフィロケイ酸塩粘土鉱物を持たない土壌において最も重要であり、そのため構造形成に役立つ収縮・膨張特性に欠ける土壌において重要である。土壌生物は、異なるレベルの団粒形成において、土壌構造に間接的および直接的な影響を与えることができる。マクロ団粒（>2000 µm）は根と菌糸によって結合され、メソ団粒（20-250 µm）はセスキ酸化物や永続的な有機物を含む結合剤の組み合わせによって結合され、ミクロ団粒（2-20 µm）は永続的な有機結合によって結合されている。土壌動物は土壌粒子を有機物と混合し、互いに密接な結合を作り出すことで、土壌炭素スポンジに貢献する。

#### 土壌動物
ミミズ、シロアリ、アリは、土壌構造に影響を与える能力を持つ最も重要な無脊椎動物の一部である。ミミズが土壌の鉱物成分と有機成分を摂取すると、炭素と鉱物の結合が増加し、団粒安定性を高める糞塊の形成を通じて、土壌の構造安定性を高めることができる。一部のミミズは、消化中にCa^2+イオンの凝集によって安定したミクロ団粒を生成することができる。ダニやトビムシなどの一部の微小節足動物は、小さいながらも大量に存在するため、土壌構造を改善することができる。これらの生物はしばしば森林生態系と関連付けられる。彼らは腐植物質と植物残渣の混合物を摂取する。彼らの糞粒の生成は土壌構造を改善することができる。

#### 菌類と植物の根
根と菌糸は、団粒形成における重要な要因である。これらは一時的な団粒結合剤と見なされ、通常は団粒形成の初期段階と関連している。根はそれ自体が結合剤として機能し、根圏の生物や土壌動物に炭素を供給する大量の浸出物を生成する。また、根は水を吸収するため、その周辺の土壌を乾燥させる効果を持つ。菌糸はマクロ団粒を安定させる結合剤として機能し、またミクロ団粒形成に寄与する多糖類を分泌する。

## その他の団粒安定性に影響を与える要因

### 農業管理
農家が土地をどのように管理するかは、団粒安定性に大きな変化をもたらし、団粒安定性を増減させることがある。団粒安定性の主な阻害要因は、耕起、農業機械による交通、および家畜による交通である。耕起はいくつかの方法で土壌の団粒形成を阻害する。(i) 下層土を地表に運び出し、降水や凍結融解サイクルにさらすこと、(ii) 土壌水分、温度、酸素レベルを変化させ、それによって分解と炭素損失を増加させること。減耕起や不耕起の慣行は、従来の耕起方法と比較して土壌団粒形成を改善することが示されている。被覆作物の使用は、土壌有機物の増加とそれらが提供する土壌被覆により、土壌団粒形成を増加させることが示されている。多年生作物は通常、耕起の中止が必要であり、これにより団粒の破壊が防止され、植物は広範な根系を発達させることができ、団粒安定性を促進する。さらに、マルチや堆肥の施用という形での有機物の投入は、土壌マトリックスに炭素を加え、土壌中の生物学的活動率を高めることにより、団粒形成を増加させることができる。牛などの家畜の放牧密度が高いと、土壌の締固めと植生の喪失により、土壌の団粒安定性が低下することがある。

### 土壌改良剤
土壌改良剤は、構造や水分保持などの特性を改善し、目的とする用途のために土壌を改良するために適用できる改良剤であるが、土壌肥沃度に特化したものではない。ただし、多くの土壌改良剤は土壌肥沃度を変化させる可能性がある。典型的な改良剤には、石灰、石膏、硫黄、堆肥、木材廃棄物、泥炭、堆肥、バイオソリッド、および生物学的改良剤が含まれる。効果を発揮するためには、土壌改良剤は畑全体に均等に散布され、栄養素の損失を防ぐために適切な時期に適用され、適切な栄養含有量を持たなければならない。さらに、土壌改良剤の適用はサイト固有であり、ケースバイケースでアプローチする必要がある。なぜなら、土壌改良剤はすべての土壌に等しく機能するとは限らないからである。

### 気候
気候や季節の変化は、土壌の団粒安定性に影響を与える可能性がある。地中海性気候では、団粒安定性がほぼ周期的なパターンで変化し、夏期に団粒安定性が高いのに対し、冬から早春にかけては低くなることがわかった。この団粒安定性の変動は、総月降水量と平均月降水量と高い相関があることが判明した。団粒安定性は、降水量の量と強度によって影響を受ける可能性がある。多量の降水や不規則な降水イベントは、団粒安定性を低下させ、侵食を増加させる可能性がある。また、高温は土壌中の分解速度を増加させ、これによりサイト上の炭素量が減少し、団粒安定性が低下する可能性がある。気候が土壌団粒安定性に与える影響の多くは、土壌の種類と湿潤/乾燥、収縮/膨張、凍結/融解との相互作用によるものである。

## 団粒安定性の測定方法
土壌団粒安定性は、いくつかの方法で測定できる。
- 土壌団粒は、風、水、機械などによる様々な外部圧力によって不安定化する可能性があるため。
- 土壌団粒安定性は、異なるサイズスケールで決定できるため。

ほとんどの場合、湿式団粒安定性測定法がより適切である。なぜなら、この方法はほとんどの環境における侵食の駆動力である水食の影響を模倣しているからである。しかし、乾燥地では、風食がこれらの環境における侵食の駆動力であるため、乾式団粒安定性測定法がより適用可能である可能性がある。Emersonは、団粒を水に浸漬し、団粒から剥離した土壌を測定する方法を用いた。また、異なる濃度の塩化ナトリウム (NaCl) による異なる内部膨潤圧を団粒に加える方法も用いられている。一般的な方法を以下に説明する。

### 湿式団粒安定性測定法

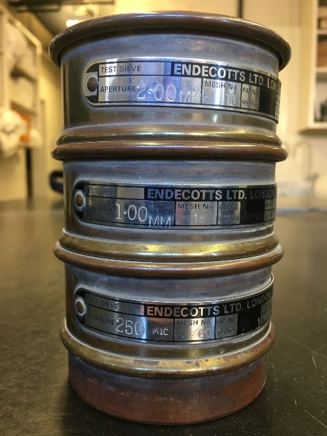
土壌ふるい巣

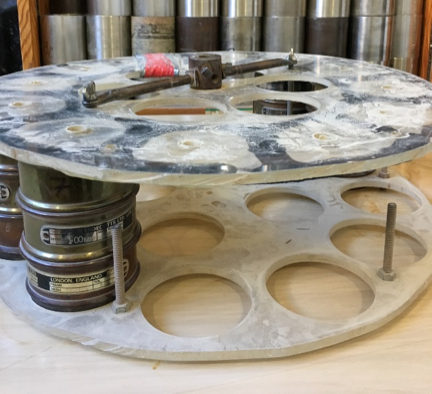
土壌ふるい巣ホルダー

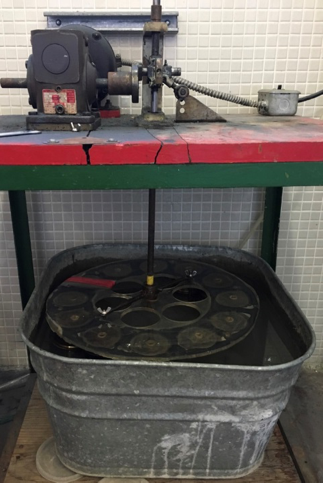
土壌ふるい巣ホルダーと巣を設置した湿式ふるい装置

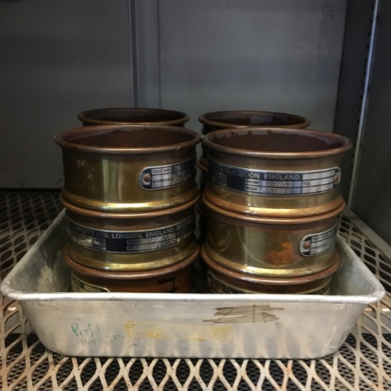
オーブンに入れた土壌ふるい巣

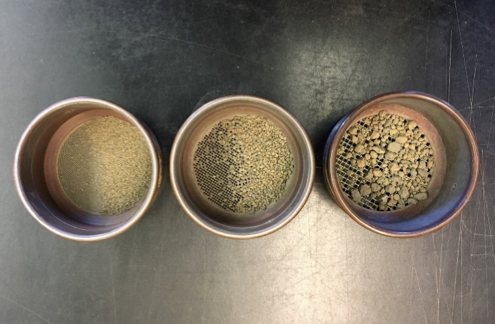
乾燥土壌団粒とともにオーブンから取り出した後の土壌ふるい巣

Yoderによって記述された湿式ふるい装置は、Black、Kemper、およびChepilの手順に従って湿式団粒安定性を決定するために使用でき、これはDane、Topp、Nimmo、およびPerkinsによっても採用されている。
1. 2～4 mmのサイズの団粒を得るために土壌をふるいにかける。
2. これらの2～4 mmサイズの団粒を15 g秤量する。
3. 4.76 mm、2.00 mm、1.00 mm、および0.21 mmのふるい開口部を持つふるい巣の上部に置く。
4. スプレーボトルと加湿器を使用して土壌をゆっくりと湿らせ、団粒が飽和して光沢を帯びるまでにする。
5. ふるい巣を湿式ふるい装置に入れ、約10分間、30回転/分で回転させる。
6. ふるい巣を取り出し、105 °Cのオーブンに24時間入れる。
7. 約7 gの湿潤土壌を秤量済みの缶に入れ、105 °Cのオーブンに24時間入れる。
8. 各ふるい巣の乾燥土壌を秤量する。
9. その後、サンプルをヘキサメタリン酸塩溶液に入れて粒子を分散させ、再度ふるいにかけて砂粒子を取り除くことができる。これらの砂粒子は105 °Cのオーブンで24時間乾燥させ、秤量し、団粒安定性の計算に考慮に入れる。

平均重量直径（Mean Weight Diameter, MWD）を計算するには、次の式を使用できる。
S4.76 = Ws4.76 / (Ws/1+Ø)
S2 = Ws2 / (Ws/1+Ø)
S1 = Ws1 / (Ws/1+Ø)
S0.21 = Ws0.21 / (Ws/1+Ø)
S<0.21 = 1 – (S4.76+ S2+ S1+ S0.21)
Ø = (Wswet – Wsdry) / Wsdry
MWD (mm) = (S4.76*4.76)+(S2*2)+(S1*1)+(S0.21*0.21)+(S<0.21*0.105)
各記号は以下を表す。
Ws4.76 = 4.76 mm ふるい
Ws2 = 2 mm ふるい
Ws1 = 1 mm ふるい
Ws0.21 = 0.21 mm ふるい
Wswet = 湿潤土壌の重量
Wsdry = 乾燥土壌の重量
Ø = 水分含有量
MWD (mm) = 平均重量直径

### 乾式団粒安定性測定法
Chepilによって記述された乾式ふるい回転シリンダーは、MettingとRayburnによって記述された以下の手順と組み合わせて使用できる。
1. 0.92～1.68 mm径の団粒を得るために土壌サンプルをふるいにかける。
2. 2 kgの土壌サンプル団粒を秤量する。
3. >0.84 mm、0.84～0.42 mm、および<0.42 mmの開口部を持つ土壌ふるい巣を配置する。
4. 団粒はコンベアベルトを使用して10 mm/sの速度でふるい巣に供給された。
5. 回転シリンダーは、サンプル全体が>0.84 mm、0.84～0.42 mm、および<0.42 mmの団粒画分に分離されるまで、1分間に10回転で操作される。
6. その後、乾式安定性は、回転シリンダー法に従って>0.42 mmの団粒の割合として測定される。

### スレーキング法
スレーキング法は、土壌団粒が水に浸漬されたときにどの程度まとまっているかを測定する。この方法を用いたいくつかの方法が存在し、その一つにFajardoとMcBratneyによって開発された「Moulder: Soil Aggregates」というアプリケーションがある。この方法はスマートフォンを利用し、農家や科学者が以下の方法で畑のサンプルを使って団粒安定性を測定する方法を説明している。
1. スコップを使って畑から土壌サンプル（0～7.5 cm）を採取する。
2. 分析準備ができるまでサンプルを冷蔵庫に保管する。
3. 定規を使って1～2 cm径の団粒を選び、平らな白い背景の浅い皿に置き、そこに水を加えることができる。
4. スマートフォンをカメラが土壌団粒をはっきりと映せるようにセットアップする。
5. 皿に水を入れて団粒を覆い、アプリを起動する。
6. 数分後、団粒は様々な程度に分散する。
7. その後、アプリはスコアを表示し、それを使って団粒ひいては土壌がどの程度安定しているかを判断できる。